# Christian August Lorentzen
Christian August Lorentzen (Sønderborg, 10 agosto 1749 – Copenaghen, 8 maggio 1828) è stato un pittore danese, direttore dell'Accademia delle belle arti di Copenaghen dal 1809 al 1810.

## Biografia
Figlio dell'orologiaio Hans Peter Lorentzen e Maria Christina Hansdatter, si trasferì a Copenaghen intorno al 1771, dove frequentò la Royal Academy of Fine Arts e lavorò come ritrattista. Dal 1779 al 1782 si recò all'estero, visitando i Paesi Bassi, Anversa e Parigi. Nel 1792 viaggiò in Norvegia per dipingere prospettive.

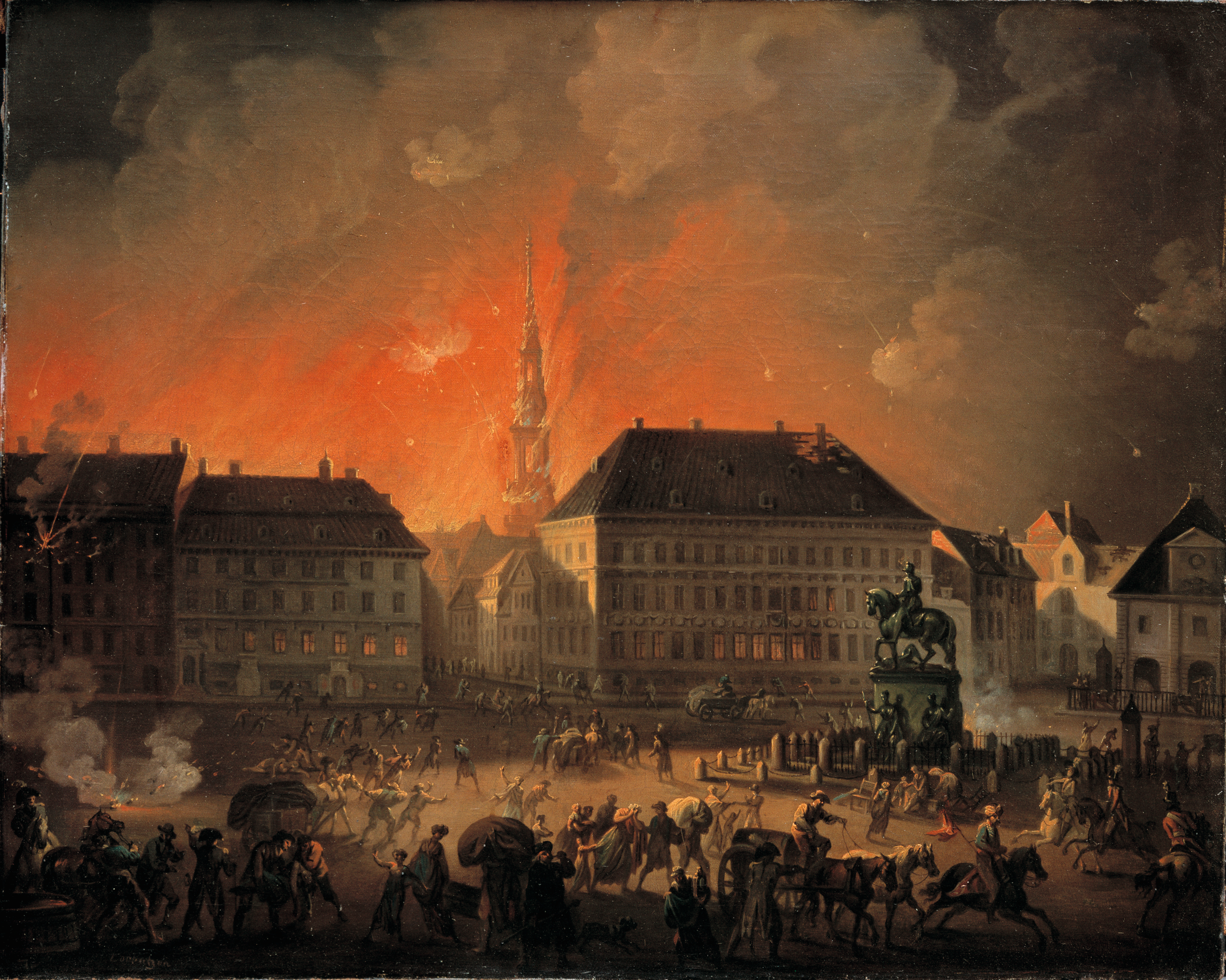
Den rædsomste Nat. Kongens Nytorv under bombardementet natten mellem del 1807

Tornò in Danimarca nel 1782. In seguito realizzò una serie di dipinti che ritraevano e documentavano gli eventi delle guerre inglesi tra il 1801 e 1814, come i dipinti Slaget på Reden conservato al Museo danese di storia nazionale e Den rædsomste nat alla Statens Museum for Kunst. In seguito dipinse principalmente ritratti, paesaggi e scene ritraenti le commedie di Ludvig Holberg (1684–1754).
Fu professore alla Royal Academy di Copenaghen dal 1803 e fino alla sua morte nel 1828. Succedette a Nicolai Abildgaard come direttore dell'Accademia dal 1809 al 1810. Esercitò una grande influenza sulla successiva generazione di pittori danesi come Martinus Rørbye.